# Deák-Sárosi László
Deák-Sárosi László (dr. Deák László) (Székelyudvarhely, 1969. október 18. –) Herczeg Ferenc-díjas magyar költő, filmesztéta, klasszikus gitáros.

## Élete[2]
Az elemi iskolát Parajdon, a szakközépiskolát Székelyudvarhelyen, a 2-es számú Ipari Líceumban végezte. Ezzel párhuzamosan elvégezte a Művészeti Népiskola hároméves klasszikus gitár tanfolyamát. Érettségi (1988) után egy évig matematikát hallgatott a Temesvári Tudományegyetemen, majd a budapesti Bartók Béla Zeneművészeti Szakközépiskola klasszikus gitár szakán folytatott tanulmányokat. 1995-ben Luxemburgban szerzett klasszikusgitár-oktatói "Premier Prix"-t. Ezután visszatért Budapestre, ahol 2007-ben az Eötvös Loránd Tudományegyetemen magyar és filmelmélet bölcsész, illetve tanári szakon diplomázott. Végzett webfejlesztői és forgatókönyvírói tanfolyamokat is. 2016-ban Az ELTE BTK Nyelvtudományi Doktori Iskolájában szerzett PhD-fokozatot. Doktori disszertációjának a címe: A kép-szöveg jelentés változásai – Képi retorika, tárgya: a modernizmusok a magyarországi játékfilmekben, ami a Magyar Napló Kiadó Archiválva 2022. április 3-i dátummal a Wayback Machine-bennál jelent meg 2016-ban A szimbolikus-retorikus film címmel..

## Munkássága[5]
Költői pályafutását szürrealista versekkel kezdte, később a klasszikus versformák felé fordult. Műveit több magyarországi és erdélyi antológiában, folyóiratban olvashatjuk. 1999-től a sóvidéki Hazanéző című irodalmi-kulturális lap szerkesztőbizottságának tagja. Élete egy szakaszában előadóművészként is tevékenykedett, gitáron klasszikus szerzők mellett saját műveit is előadta. A magyar és az egyetemes filmtörténet számos alkotásáról írt elemzéseket, kritikákat. 1997-től (megszűnéséig) a József Attila Kör Archiválva 2022. április 2-i dátummal a Wayback Machine-ben, 1998-tól a Magyar Írószövetség, 2006-tól pedig a Magyar Szemiotikai Társaság tagja. 2010-től hét évig dolgozott a Magyar Nemzeti Filmarchívumban, más nevén Magyar Nemzeti Digitális Archívum és Filmintézetben, jelenleg az Országos Széchényi Könyvtár és a Magyarságkutató Intézet tudományos munkatársa.

## Művei
- Teremtés (versek), Mafilm-Profilm Reklám Kft., Budapest, 1992, ISBN 963-8247-00-2
- A zene – Nyílt titok' – Új módszer a komolyzene művelésére (tanulmány magyar, francia és német és angol nyelven), magánkiadás, Budapest, 1995, ISBN 963-650-205-6, ISBN 963-650-240-4, ISBN 963-650-241-2, ISBN 963-650-239-0
- A kőgyerek játékszere (versek), Orpheusz Kiadó, Budapest, 1996, ISBN 963-7971-89-0
- Könyv a zenérő'l – Új módszer a komolyzene elvi és gyakorlati kérdéseinek megoldására (tanulmány), Edition Simonffy, Budapest, 1997, ISBN 963-85332-3-4
- Az igazság szája (versek), Littera Nova Kiadó, Budapest, 1998, ISBN 963-8375-74-4
- Újlatin gitártanulmányok' CD, magánkiadás, Budapest, 2000, DSLDC1
- Álomjáró – A Hazanéző dalos könyve, megzenésített versek a Nojatával (társszerkesztő, társszerző), Hazanéző Könyvek, Korond, 2009.
- Üzenet, másképp – Hazanézős költők versei Németh Viktor megzenésítésében és előadásában,- CD, (társszerkesztő, társszerző), Firtos Művelődési Egylet, Korond, 2012
- Libás Matyi (elbeszélő költemény), Üveghegy Kiadó, Százhalombatta, 2013, ISBN 978-615-5359-00-2
- Keresztút (szonettkoszorú, B. Tóth Klára grafikáival), Üveghegy Kiadó, Százhalombatta, 2013, ISBN 978-615-5359-01-9
- Álomjáró – Hazanézős költők versei a Nojata és barátai megzenésítésében és előadásába'n – CD, (társszerkesztő, társszerző), Üveghegy Kiadó, Százhalombatta, 2014
- Keresztút (szonettkoszorú Kasó Tibor megzenésítésében és előadásban, B. Tóth Klára grafikáival) – CD, Üveghegy Kiadó, Százhalombatta, 2015, ISBN 978-615-5359-15-6
- A szimbolikus-retorikus film – Szőts, Jancsó, Huszárik, Mundruczó, Tarr és a modernizmusok (doktori disszertáció), – Magyar Napló – FOKUSZ Egyesület,, Budapest, 2016, ISBN 978-615-5641-03-9
- Irodalmi karácsony'. Adamik Tamás, Baka Györgyi, B. Tóth Klára, Deák-Sárosi László és Kasó Tibor szakrális és karácsonyi versei; könyv és CD (társszerkesztő, társszerző), Üveghegy Kiadó, Százhalombatta, 2016, ISBN 978-615-5359-25-5
- Ének a Küküllőhöz, Kasó Tibor és Tóth Sándor Péter megzenésítésében' – CD (társszerkesztő, társszerző), Üveghegy Kiadó, Százhalombatta, 2017, ISBN 978-615-5359-37-8
- Libás Matyi,' elbeszélő költemény Farkas Mihály Ambrus és Tóth István "Sztív" megzenésítésében, CD, Százhalombatta, 2019, ISBN 978-615-5359-77-4
- A jel újbóli helyreállítása – Film, hagyomány és innováció, Deák-Sárosi László, PhD filmes elméleti, kritikai és elemző írásai, Magyar Napló – FOKUSZ Egyesület, Budapest, 2019, ISBN 978-615-5195-61-7
- Nyolcágú csillag – Székely Mózes és a brassói csata, Dóczy Péter, Fábri Géza és barátaik előadásában, CD, Budapest, kiadók: SZÍN-DO Art Kft és Deák-Sárosi László, 2019, ISBN 978-615-81069-1-7
- 250 javaslat magyar történelmi filmre, szerk, és társszerző, Gáspár Ferenccel, Jenei Miklóssal és Szabó Győzővel együtt, Üveghegy Kiadó, Százhalombatta, 2022,  ISBN 978-615-5359-99-6
- A háromszólamú vers -  Új magyar verstan': példatárra l és hangzó példatárral; Üveghegy Kiadó, Százhalombatta, 2023, ISBN 978-615-6438-18-8
- A pozsonyi csata, 907 - eposz: hét óra zene, MP3 CD-vel!; Üveghegy Kiadó, Százhalombatta, 2023, I SBN: 978-615-6438-25-6